# Oscar Paul
Oscar Paul (født 8. april 1836 i Freiwaldau in Schlesien, død 18. april 1898 i Leipzig) var en tysk musikforfatter.
Paul var elev af blandt andre Richter og Hauptmann, hvilken sidste særlig øvede indflydelse på ham. Han tog 1860 doktorgraden i Leipzig, blev lærer ved konservatoriet dér og fra 1872 ekstraordinær professor i musik ved universitetet. Paul har udgivet teoretiske og historiske skrifter: Lehrbuch der Harmonik (1880), Geschichte des Klaviers (1869), Handlexikon der Tonkunst (1873) med mere.